# هيلدرث (نبراسكا)
هيلدرث (بالإنجليزية: Hildreth, Nebraska)‏ هي منطقة سكنية تقع في الولايات المتحدة في مقاطعة فرانكلين، نبراسكا. يقدر عدد سكانها بـ 378 نسمة ومساحتها 1.48 كم2 وترتفع عن سطح البحر 663 متر.

## التركيبة السكانية
قام مكتب تعداد الولايات المتحدة بتحديد بيانات التركيبة السكانية لهيلدرث في تعداد الولايات المتحدة. في ما يلي، التركيبة السكانية حسب تعدادي 2000 و2010.

### تعداد عام 2000
بلغ عدد سكان هيلدرث 370 نسمة بحسب تعداد عام 2000، وبلغ عدد الأسر 172 أسرة وعدد العائلات 114 عائلة مقيمة في القرية. في حين سجلت الكثافة السكانية 671.5 نسمة لكل ميل مربع (259.3/كم2). وبلغ عدد الوحدات السكنية 191 وحدة بمتوسط كثافة قدره 346.6 نسمة لكل ميل مربع (133.8/كم2).
وتوزع التركيب العرقي للقرية بنسبة 99.73% من البيض و 0.27% من عرقين مختلطين أو أكثر.
بلغ عدد الأسر 172 أسرة كانت نسبة 27.3% منها لديها أطفال تحت سن الثامنة عشر تعيش معهم، وبلغت نسبة الأزواج القاطنين مع بعضهم البعض 58.1% من أصل المجموع الكلي للأسر، ونسبة 5.2% من الأسر كان لديها معيلات من الإناث دون وجود شريك، وكانت نسبة 33.7% من غير العائلات. تألفت نسبة 30.8% من أصل جميع الأسر من أفراد ونسبة 19.8% كانوا يعيش معهم شخص وحيد يبلغ من العمر 65 عاماً فما فوق. وبلغ متوسط حجم الأسرة المعيشية 2.63، أما متوسط حجم العائلات فبلغ 2.15.
بلغ العمر الوسطي للسكان 44 عاماً. وكانت نسبة 21.4% من القاطنين تحت سن الثامنة عشر، وكانت نسبة 3.2% بين الثامنة عشر والأربعة وعشرون عاماً، ونسبة 26.5% كانت واقعةً في الفئة العمرية ما بين الخامسة والعشرون حتى والأربعة وأربعون عاماً، ونسبة 24.9% كانت ما بين الخامسة والأربعون حتى الرابعة والستون، ونسبة 24.1% كانت ضمن فئة الخامسة والستون عاماً فما فوق. يوجد لكل 100 أنثى 90.7 ذكر، ويوجد لكل 100 أنثى في الثامنة عشر من عمرها فما فوق 85.4 ذكر.
بلغ متوسط دخل الأسرة في القرية 34,375 دولار، أما متوسط دخل العائلة فبلغ 37,361 دولار. وكان متوسط دخل الذكور 30,673 دولار مقابل 22,000 دولار للإناث. وسجل دخل الفرد الخاص بالقرية 18,066 دولار. وكانت نسبة 8.8% من العائلات ونسبة 10.7% من السكان تحت خط الفقر، وكان من هؤلاء نسبة 16.9% تحت سن الثامنة عشر ونسبة 7.9% في الخامسة والستين من العمر وما فوق.

### تعداد عام 2010
بلغ عدد سكان هيلدرث 378 نسمة بحسب تعداد عام 2010، وبلغ عدد الأسر 177 أسرة وعدد العائلات 113 عائلة مقيمة في القرية. في حين سجلت الكثافة السكانية 663.2 نسمة لكل ميل مربع (256.1/كم2). وبلغ عدد الوحدات السكنية 193 وحدة بمتوسط كثافة قدره 338.6 لكل ميل مربع (130.7/كم2).
وتوزع التركيب العرقي للقرية بنسبة 97.9% من البيض و 0.5% من عرقين مختلطين أو أكثر.
بلغ عدد الأسر 177 أسرة كانت نسبة 24.9% منها لديها أطفال تحت سن الثامنة عشر تعيش معهم، وبلغت نسبة الأزواج القاطنين مع بعضهم البعض 52.0% من أصل المجموع الكلي للأسر، ونسبة 7.9% من الأسر كان لديها معيلات من الإناث دون وجود شريك، بينما كانت نسبة 4.0% من الأسر لديها معيلون من الذكور دون وجود شريكة وكانت نسبة 36.2% من غير العائلات. تألفت نسبة 32.8% من أصل جميع الأسر من أفراد ونسبة 14.7% كانوا يعيش معهم شخص وحيد يبلغ من العمر 65 عاماً فما فوق. وبلغ متوسط حجم الأسرة المعيشية 2.65، أما متوسط حجم العائلات فبلغ 2.14.
بلغ العمر الوسطي للسكان 46.4 عاماً. وكانت نسبة 19.6% من القاطنين تحت سن الثامنة عشر، وكانت نسبة 7.2% بين الثامنة عشر والأربعة وعشرون عاماً، ونسبة 21.1% كانت واقعةً في الفئة العمرية ما بين الخامسة والعشرون حتى والأربعة وأربعون عاماً، ونسبة 31.4% كانت ما بين الخامسة والأربعون حتى الرابعة والستون، ونسبة 20.6% كانت ضمن فئة الخامسة والستون عاماً فما فوق. وتوزع التركيب الجنسي للسكان بنسبة 49.7% ذكور و50.3% إناث.